# Begonia digyna
Espèce
Begonia digyna est une espèce de plantes de la famille des Begoniaceae.
L'espèce fait partie de la section Platycentrum.
Elle a été décrite en 1927 par Edgar Irmscher (1887-1968).

## Répartition géographique
Cette espèce est originaire de Chine.